# Citadins de l'UQAM
Les Citadins est le nom porté par le club omnisports qui regroupe l'ensemble des équipes sportives du programme de Sports universitaires de l'Université du Québec à Montréal (UQAM) située dans la ville de Montréal, dans la province de Québec au Canada. Les Citadins regroupent plus de 200 étudiants et étudiantes athlètes et 9 équipes : badminton, basketball féminin, basketball masculin, cheerleading,  Athlétisme & cross-country, soccer féminin, soccer masculin, volleyball féminin et flagfootball.
Les étudiants et étudiantes athlètes des Citadins défendent les couleurs de l’UQAM dans les compétitions du Réseau du sport étudiant du Québec (RSEQ), du U Sports et parfois sur la scène internationale, dont aux Universiades, communément appelées les Jeux mondiaux universitaires.
Le domicile des Citadins est le Centre sportif de l’Université du Québec à Montréal.

## Championnats récents

### Au sein du RSEQ
- Volleyball - champion québécois en 2022-2023, qualifié pour les championnats canadiens
- Basketball masculin - champion québécois en 2022-2023, qualifié pour les championnats canadiens
- Basketball féminin - champion québécois en 2022-2023, qualifié pour les championnats canadiens
- Basketball masculin - champion québécois en 2023-2024, 5e place en championnats canadiens
- Badminton ( volet masculin) - champion québécois en 2023-2024
- Athlétisme/cross-country, médailles provinciales et une médaille d’argent aux championnats canadiens en saut en hauteur.

### Honneurs académiques
En 2021 et 2022, les Citadins se sont démarqués sur tous les terrains, notamment celui académique.
Près de 40 % des étudiantes et étudiants-athlètes des Citadins ont obtenu un diplôme d’honneur académique en 2021-2022. Remise par le Réseau du sport étudiant du Québec et l’organisme USPORTS, cette reconnaissance, qui souligne l’excellence des résultats scolaires, est attribuée à ceux et celles qui ont maintenu une moyenne supérieure à 80 %.
Parmi les 58 Citadins ayant obtenu ce titre, 17 ont maintenu une moyenne supérieure à 4,0 sur 4,3.

## Entraineurs-chefs des Citadins
- Badminton: Alexis Gohier-Drolet
- Basketball féminin:Gerry Neree
- Basketball masculin: Mario Joseph l
- Cheerleading: Patricia Leclerc
- Cross-country: Dorys Langlois
- Soccer féminin: Alexandre Da Rocha[1]
- Soccer masculin: Christophe Dutarte
- Volleyball: Alain Pelletier [2]
- Flag football féminin: Gabriel Proulx